# رافائيل أريفالو
رافائيل أريفالو (بالإسبانية: Rafael Arévalo)‏ مواليد 4 يوليو 1986 في السلفادور، هو لاعب كرة مضرب بدأ مسيرته كمحترف سنة 2003 يلعب باليد اليمنى ويحتل حالياً المرتبة رقم. 1674 (نوفمبر 18, 2013) في تصنيف رابطة محترفي كرة المضرب. أعلى تصنيف له في الفردي كان المركز الـ 374 في سنة 2008. شارك في دورة الألعاب الأولمبية الصيفية.

## روابط خارجية
- رافائيل أريفالو على موقع رابطة محترفي التنس (الإنجليزية)
- رافائيل أريفالو على موقع الاتحاد الدولي لكرة المضرب (الإنجليزية)
- رافائيل أريفالو على موقع كأس ديفيز (الإنجليزية)
- رافائيل أريفالو على موقع خلاصة التنس.كوم (الإنجليزية)
- رافائيل أريفالو على موقع أوليمبيديا (الإنجليزية)